# 山形縣立博物館

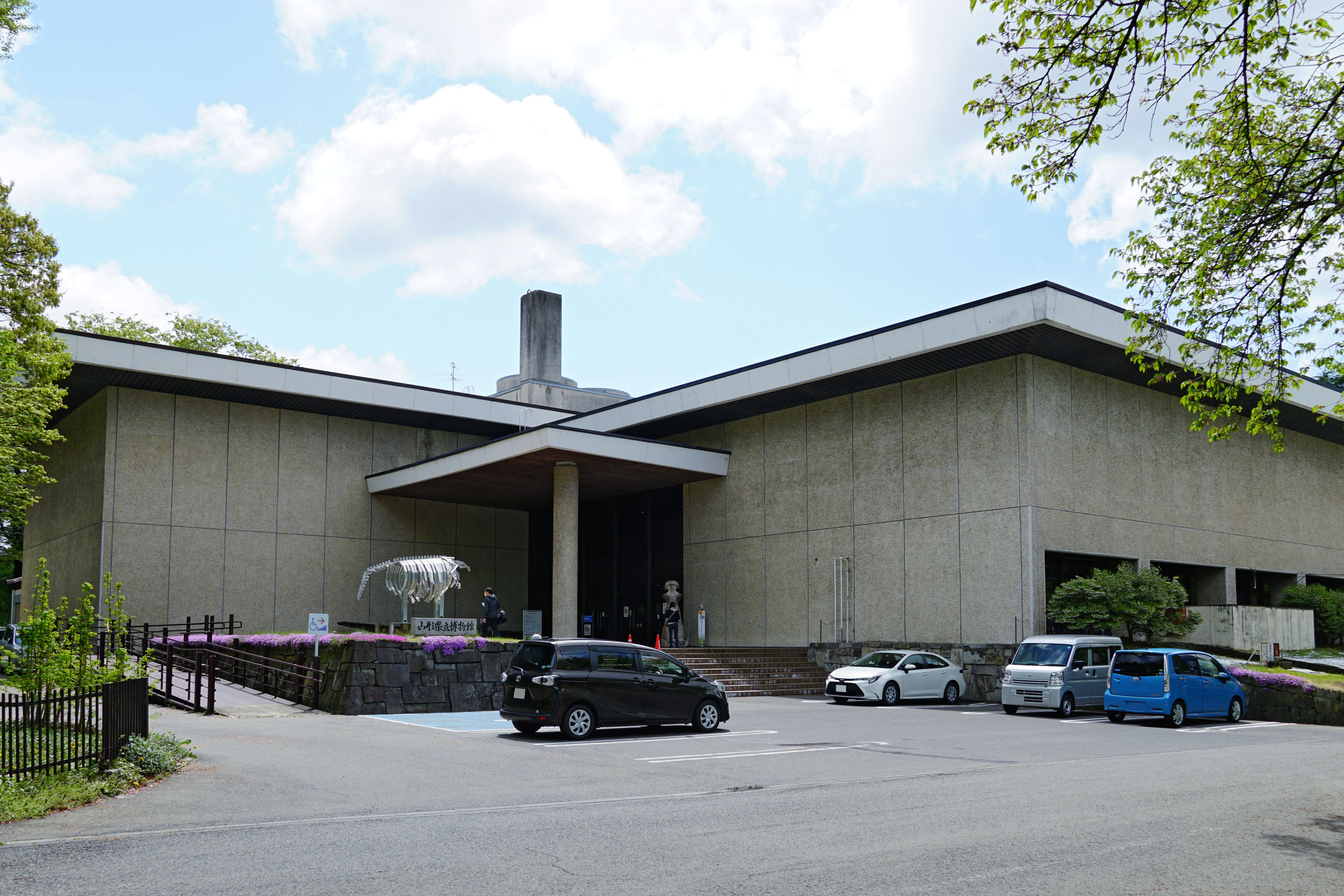
山形縣立博物館

山形縣立博物館（やまがたけんりつはくぶつかん）是日本山形縣山形市的一座縣立博物館，位於霞城公園之內。

## 历史
山形縣立博物館開業於1971年4月1日，是山形縣明治百年紀念事業的一部分。山形縣立博物館有自然部分（3個部分）和人文部分（4個部分）構成，設有分館教育資料館和自然學習園。博物館收藏的土偶是日本國寶。